# Episodi di The Outer Limits (prima stagione)
La prima stagione della serie televisiva The Outer Limits è andata in onda negli Stati Uniti d'America dal 16 settembre 1963 al 4 maggio 1964 sul canale ABC.
| nº | Titolo originale                          | Titolo italiano | Prima TV USA      | Prima TV Italia |
| -- | ----------------------------------------- | --------------- | ----------------- | --------------- |
| 1  | The Galaxy Being                          |                 | 16 settembre 1963 |                 |
| 2  | The Hundred Days of the Dragon            |                 | 23 settembre 1963 |                 |
| 3  | The Architects of Fear                    |                 | 30 settembre 1963 |                 |
| 4  | The Man With the Power                    |                 | 7 ottobre 1963    |                 |
| 5  | The Sixth Finger                          |                 | 14 ottobre 1963   |                 |
| 6  | The Man Who Was Never Born                |                 | 28 ottobre 1963   |                 |
| 7  | O.B.I.T.                                  |                 | 4 novembre 1963   |                 |
| 8  | The Human Factor                          |                 | 11 novembre 1963  |                 |
| 9  | Corpus Earthling                          |                 | 18 novembre 1963  |                 |
| 10 | Nightmare                                 |                 | 2 dicembre 1963   |                 |
| 11 | It Crawled Out of the Woodwork            |                 | 9 dicembre 1963   |                 |
| 12 | The Borderland                            |                 | 16 dicembre 1963  |                 |
| 13 | Tourist Attraction                        |                 | 23 dicembre 1963  |                 |
| 14 | The Zanti Misfits                         |                 | 30 dicembre 1963  |                 |
| 15 | The Mice                                  |                 | 6 gennaio 1964    |                 |
| 16 | Controlled Experiment                     |                 | 13 gennaio 1964   |                 |
| 17 | Don't Open Till Doomsday                  |                 | 20 gennaio 1964   |                 |
| 18 | ZZZZZ                                     |                 | 27 gennaio 1964   |                 |
| 19 | The Invisibles                            |                 | 3 febbraio 1964   |                 |
| 20 | The Bellero Shield                        |                 | 10 febbraio 1964  |                 |
| 21 | The Children of Spider County             |                 | 17 febbraio 1964  |                 |
| 22 | Specimen: Unknown                         |                 | 24 febbraio 1964  |                 |
| 23 | Second Chance                             |                 | 2 marzo 1964      |                 |
| 24 | Moonstone                                 |                 | 9 marzo 1964      |                 |
| 25 | The Mutant                                |                 | 16 marzo 1964     |                 |
| 26 | The Guests                                |                 | 23 marzo 1964     |                 |
| 27 | Fun and Games                             |                 | 30 marzo 1964     |                 |
| 28 | The Special One                           |                 | 6 aprile 1964     |                 |
| 29 | A Feasibility Study                       |                 | 13 aprile 1964    |                 |
| 30 | Production and Decay of Strange Particles |                 | 20 aprile 1964    |                 |
| 31 | The Chameleon                             |                 | 27 aprile 1964    |                 |
| 32 | The Forms of Things Unknown               |                 | 4 maggio 1964     |                 |